# Божидар Васев
Божидар Васев (роден на 14 март 1993 г. в Перник) е български футболист, който играе като полузащитник за ПФК Миньор (Перник).

## Семейство
Божидар е син на бившия футболист на ПФК Миньор (Перник) Юри Васев. Брат му Андреас Васев също е футболист.